# Great Wall Airlines
Great Wall Airlines (chiń. 長城航空; pinyin Chángchéng Hángkōng) – nieistniejąca chińska linia lotnicza cargo z bazą w porcie lotniczym Szanghaj-Pudong. W  2011 doszło do połączenia z liniami China Cargo Airlines.

## Historia
Pierwsze rejs miał miejsce 1 lipca 2006 z Szanghaju do Amsterdamu początkowo rejsy odbywały się sześć razy w tygodniu.
Głównymi udziałowcami były China Great Wall Industries (51%), Singapore Airlines Cargo (25%), oraz Dahlia Investments (24%), spółka zależna Temasek Holdings z siedzibą w Singapurze.
Linia zawiesiła operacje 18 sierpnia 2006 po tym jak na jej spółkę matkę, China Great Wall Industry, zostały nałożone sankcje przez Departament Skarbu Stanów Zjednoczonych za rzekome dostarczanie technologii rakietowej do Iranu. Wszystkie samoloty zostały zwrócone do Singapore Airlines Cargo. Sankcje zostały zniesione 13 grudnia 2006, w związku z tym linie ogłosiły wznowienie operacji od lutego 2007. Zniesienie sankcji było możliwe dzięki przeniesieniu 51% udziałów China Great Wall Industries do spółki Beijing Aerospace Satellite Applications Corporation.
W pierwszej połowie 2011 Great Wall Airlines wspólnie z Shanghai Airlines Cargo połączyły się z China Cargo Airlines.

## Flota
Przed połączeniem z China Cargo Airlines operację wykonywano przy użyciu 4 samolotów.
- 2 Boeing 747-400BCF
- 2 Boeing 747-400F